# Typhlodromus subequalis
Typhlodromus subequalis är en spindeldjursart som beskrevs av Wu 1988. Typhlodromus subequalis ingår i släktet Typhlodromus och familjen Phytoseiidae. Inga underarter finns listade i Catalogue of Life.